# دث ولی جانکشن (کالیفرنیا)
دث ولی جانکشن (به انگلیسی: Death Valley Junction) یک منطقهٔ مسکونی در ایالات متحده آمریکا است که در شهرستان اینیو، کالیفرنیا واقع شده‌است. دث ولی جانکشن ۶۲۲ متر بالاتر از سطح دریا قرار دارد.